# Almadén

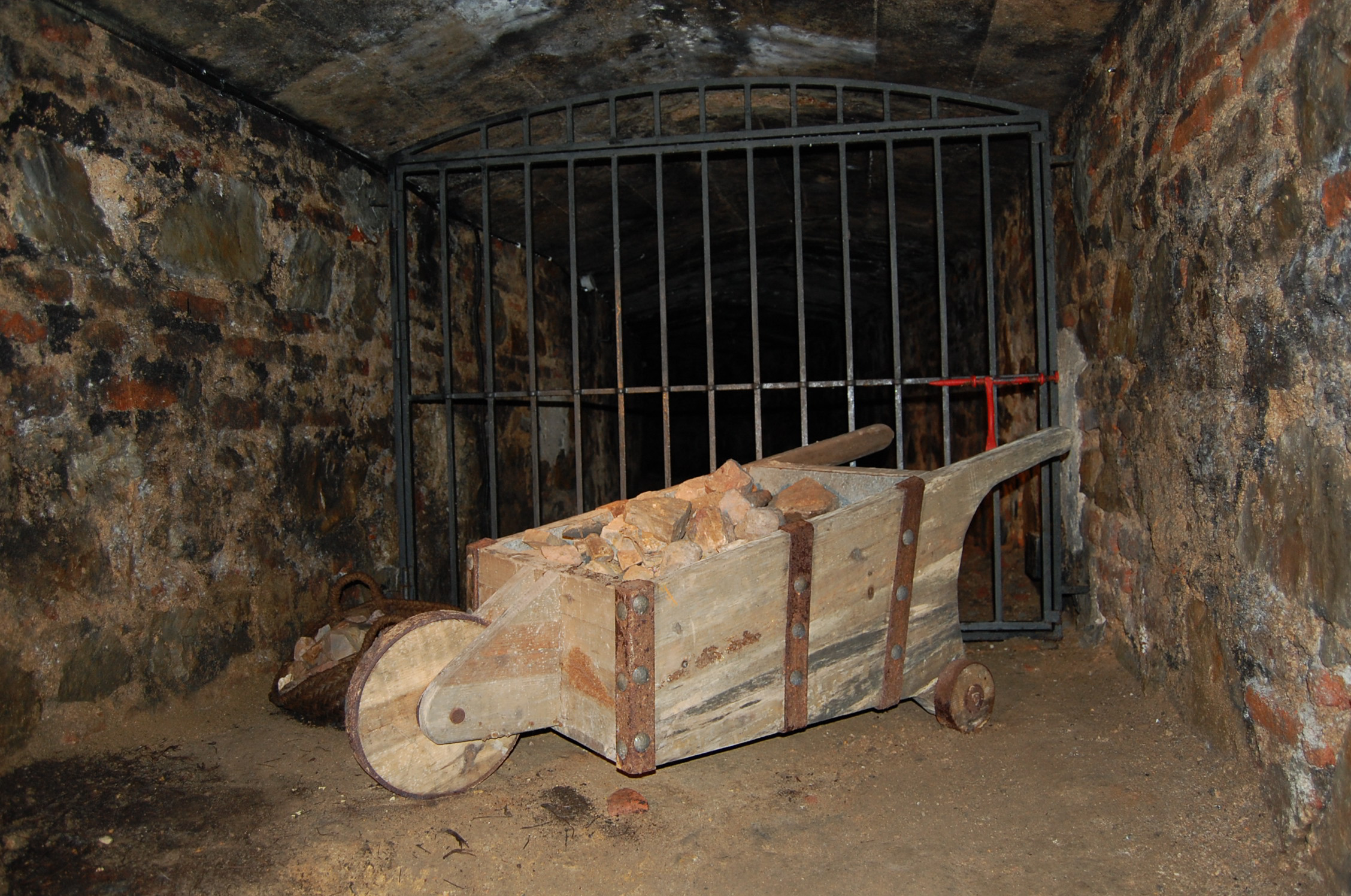
Minas de Almadén

Almadén este un oraș din Spania, situat în provincia Ciudad Real din comunitatea autonomă Castilia-La Mancha. 

## Date demografice
Orașul are o populație de 6.457 de locuitori.

## Patrimoniu mondial al umanității UNESCO
Locul istoric de extragere a mercurului din Almadén a fost înscris în anul 2012 pe lista patrimoniului mondial al umanității UNESCO.